# Campeonato Europeo de Tiro en 10 m de 2011
El XLI Campeonato Europeo de Tiro en 10 m se celebró en Brescia (Italia) entre el 1 y el 6 de marzo de 2011 bajo la organización de la Confederación Europea de Tiro (ESC) y la Federación Italiana de Tiro Deportivo.
Las competiciones se realizaron en el recinto de la Feria de Brescia. 

## Resultados

### Masculino
| Evento                            | Oro                                 | Plata                              | Bronce                                  |
| --------------------------------- | ----------------------------------- | ---------------------------------- | --------------------------------------- |
| Rifle de aire 10 m (06.03)        | Péter Sidi · Hungría · 698,7        | Alexandr Sokolov · Rusia · 698,4   | Niccolo Campriani · Italia · 697,5      |
| Rifle de aire 10 m (equipos)      | Ucrania · 1780                      | Francia 1779+139                   | Hungría · 1779+137                      |
| Pistola de aire 10 m (05.03)      | Franck Dumoulin Francia 689,8       | Andrija Zlatić Serbia 689,1        | Oleg Omelchuk · Ucrania · 686,4         |
| Pistola de aire 10 m (equipos)    | Rusia · 1745                        | Bielorrusia · 1743                 | Serbia 1740                             |
| Blanco móvil 10 m (03.03)         | Vladyslav Prianishnikov · Ucrania · | Miroslav Januš · República Checa · | Bedřich Jonáš · República Checa ·       |
| Blanco móvil 10 m (equipos)       | República Checa · 1704+41           | Suecia · 1704+31                   | Ucrania · 1699                          |
| Blanco móvil mixto 10 m (05.03)   | Peter Pelach · Eslovaquia · 387     | Mijaíl Azarenko · Rusia · 386      | Vladyslav Prianishnikov · Ucrania · 383 |
| Blanco móvil mixto 10 m (equipos) | Suecia · 1134                       | Rusia · 1132                       | República Checa · 1130                  |

### Femenino
| Evento                            | Oro                                    | Plata                                 | Bronce                            |
| --------------------------------- | -------------------------------------- | ------------------------------------- | --------------------------------- |
| Rifle de aire 10 m (05.03)        | Sonja Pfeilschifter · Alemania · 501,3 | Marjo Yli-Kiikka · Finlandia · 501,2  | Daria Tyjova · Ucrania · 501,0    |
| Rifle de aire 10 m (equipos)      | Alemania · 1192                        | Croacia · 1186                        | República Checa · 1184            |
| Pistola de aire 10 m (06.03)      | Céline Goberville Francia 485,8        | Viktoria Chaika · Bielorrusia · 485,0 | Olena Kostevych · Ucrania · 483,6 |
| Pistola de aire 10 m (equipos)    | Serbia 1150                            | Bielorrusia · 1148                    | Francia 1141                      |
| Blanco móvil 10 m (03.03)         | Galina Avramenko · Ucrania ·           | Viktoria Rybalova · Ucrania ·         | Irina Izmalkova · Rusia ·         |
| Blanco móvil 10 m (equipos)       | Rusia · 1104                           | Ucrania · 1094                        | Alemania · 1040                   |
| Blanco móvil mixto 10 m (05.03)   | Irina Izmalkova · Rusia ·              | Olga Stepanova · Rusia ·              | Daniela Faust · Alemania ·        |
| Blanco móvil mixto 10 m (equipos) | Rusia · 1136                           | Ucrania · 1089+17                     | Alemania · 1089+12                |

## Medallero
| Núm. | País            | Oro | Plata | Bronce | Total |
| ---- | --------------- | --- | ----- | ------ | ----- |
| 1    | Rusia           | 4   | 4     | 1      | 9     |
| 2    | Ucrania         | 3   | 3     | 5      | 11    |
| 3    | Francia         | 2   | 1     | 1      | 4     |
| 4    | Alemania        | 2   | 0     | 3      | 5     |
| 5    | República Checa | 1   | 1     | 3      | 5     |
| 6    | Serbia          | 1   | 1     | 1      | 3     |
| 7    | Suecia          | 1   | 1     | 0      | 2     |
| 8    | Hungría         | 1   | 0     | 1      | 2     |
| 9    | Eslovaquia      | 1   | 0     | 0      | 1     |
| 10   | Bielorrusia     | 0   | 3     | 0      | 3     |
| 11   | Croacia         | 0   | 1     | 0      | 1     |
|      | Finlandia       | 0   | 1     | 0      | 1     |
| 13   | Italia          | 0   | 0     | 1      | 1     |
|      | TOTAL           | 16  | 16    | 16     | 48    |